# سیارک ۱۰۸۸۴
سیارک ۱۰۸۸۴ (به انگلیسی: 10884 Tsuboimasaki، نامگذاری:1996VD9) ده هزار و هشتصد و هشتاد و چهارمین سیارک کشف شده‌است که در ۷ نوامبر ۱۹۹۶ کشف شد.
قدر مطلق سیارک برابر ۲۹.۵ است.